# Riosa
Riosa är en kommun i Spanien. Den ligger i den autonoma regionen Asturien i norra delen av landet, 400 km nordväst om huvudstaden Madrid. Antalet invånare är 1 712 (2024). Arean är 46,49 kvadratkilometer. Riosa gränsar till Morcín, Mieres, Pola de Lena och Quirós. 